# Lakeville (Connecticut)
Pour les articles homonymes, voir Lakeville.
Lakeville est un village et un secteur statistique au sein de la ville de Salisbury dans le comté de Litchfield de l'État du Connecticut, en Nouvelle-Angleterre, dans le nord-est des États-Unis. Il est au bord du lac Wononskopomuc (en). Le district historique de quatre hectares, au centre de Lakeville, où le plan des rues est resté inchangé depuis la fin du XIXe siècle, est inscrit depuis 1996 sur le « Registre national des lieux historiques ».

## Personnages célèbres
- Maria Bissell Hotchkiss (en) (1827-1901), veuve de Benjamin Berkeley Hotchkiss, manufacturier d’armes américain natif du Connecticut fondateur de Hotchkiss, fonde en 1891 à Lakesville la Hotchkiss School. Les étudiants viennent aujourd'hui de tous les États-Unis, et de 37 autres pays, s'y préparer aux plus prestigieuses universités américaines. Robert Bork, Henry Ford II, Porter Goss, Forrest Edward Mars, Jr., John Franklyn Mars, Dickinson Richards, Tom Werner et Lily Rabe y étudièrent.
- William A. Prendergast (en) (1867-1954), homme d'affaires et politique est mort dans sa résidence d'été de Lakeville.
- Wanda Landowska (1879-1959), pianiste et claveciniste polonaise naturalisée française vit à Lakeville de 1949 à sa mort en 1959.
- Dickinson Richards (1895-1973), médecin et physiologiste américain, récipiendaire du prix Nobel de physiologie ou médecine en 1956 y est mort.
- Paul Henry Lang (1901-1991), musicologue et critique musical américain d'origine hongroise (1901-1991) y est mort.
- Georges Simenon (1903-1989), célèbre écrivain belge, réside pendant plusieurs années dans les années 1950 à Shadow Rock Farm, une grande maison de Lakeville, où il écrit plusieurs de ses œuvres. Le village lui sert notamment d'arrière-plan à La Mort de Belle, une fiction romanesque illustrant comment la vie d'une bourgade tranquille peut-être bouleversée par l'assassinat d'une jeune fille.
- Wassily Leontief (1906-1999), américain d'origine russe et lauréat du prix Nobel d'économie en 1973, fait du village sa résidence d'été à partir des années 1970.
- Artie Shaw (1910-2004), clarinettiste et chef d'orchestre de jazz américain s'y retire à la fin des années 1960.
- Elmore Rual Torn, dit Rip Torn (1931-2019), acteur américain y est mort, résidant dans la localité.
- Jill Clayburgh (1944-2010), actrice américaine y est morte, à son domicile.
- Michael Walsh (né en 1949), critique musical, écrivain et scénariste américain y a sa résidence principale.